# دونالد سولومون
دونالد سولومون (بالإنجليزية: Donald Solomon)‏ (2 أكتوبر 1989 بجزر كايمان في المملكة المتحدة - ) هو لاعب كرة قدم بريطاني في مركز الدفاع. شارك مع منتخب جزر كايمان لكرة القدم. أما مع النوادي، فقد لعب مع George Town SC ‏ وAshford Town (Middlesex) F.C. ‏.

## وصلات خارجية
- دونالد سولومون على موقع الاتحاد الدولي (مؤرشف)  (الإنجليزية)
- دونالد سولومون على موقع قاعدة بيانات كرة القدم.إي يو (الإنجليزية)
- دونالد سولومون على موقع ناشيونال فوتبول تيمز (الإنجليزية)
- دونالد سولومون على موقع Soccerway.com (الإنجليزية)